# Mount Toth
Mount Toth ist ein 2410 m hoher Berg im westantarktischen Marie-Byrd-Land. Im Königin-Maud-Gebirge ragt er 8 km östlich des Mount Kendrick als östlichster Gipfel eines kleinen und vereisten Gebirgskamms auf.
Der United States Geological Survey kartierte ihn anhand eigener Vermessungen und Luftaufnahmen der United States Navy aus den Jahren von 1960 bis 1964. Das Advisory Committee on Antarctic Names benannte ihn 1967 nach Arpad J. Toth, Einsatzoffizier der Reservestreitkräfte der United States Navy auf dem Flugfeld Williams Field am McMurdo-Sund von 1962 bis 1964.